# Royal Air Force
Royal Air Force (RAF) er det Kongelige Britiske Flyvevåben.

Det blev dannet den 1. april 1918 som et resultat af den britiske generalstabs modvilje mod at stationere jagerfly rundt om London. Tysklands kejserlige flyvertropper havde siden 1917 bombet London med flermotorers bombefly (Gotha og Staaken Riesenflugzeug III), der var stationeret på flyvepladser i Belgien. I 1915 havde tyske zeppelinere bombet London og Paris, og selv om disse angreb var ineffektive, havde 60 briter mistet livet. Ønsket om hævn førte til oprettelse af RAF. I krigens sidste syv måneder nedkastede RAF's bombefly 550 tons bomber over Ruhr-distriktets flymotor-, sennepsgas-, granat- og kanonfabrikker. To dage før krigsafslutningen forhindrede vejret historiens første luftangreb på Berlin.
Royal Air Force er et konglomerat af hærens Royal Flying Corps og Royal Navys Royal Naval Air Service. I august 1914 havde RFC 63 fly fordelt på fire eskadriller og 2.000 ansatte. I 1914 producerede britiske fabrikker 211 fly. I november 1918 havde RAF 22.647 fly og 103 luftskibe, fordelt på 383 eskadriller. Blandt de 300.000 ansatte var 25.000 kvinder. I 1918 var produtionskapaciteten øget til 3.500 fly om måneden. 
RAF var tæt på at blive nedlagt som følge af nedrustningen efter 1. verdenskrig, men Air Marshal Trenchard overbeviste politikerne om, at RAF-fly var billigere til at nedkæmpe oprør rundt omkring i øde bjerg- og ørkenområder i det Britiske Imperium end udstationerede regimenter.
Da RAF stod for al britisk militær flyvning, blev hangarskibsfly forsømt kraftigt. Briterne var de første til at angribe med fly stationeret på hangarskibe under 1. verdenskrig. Alligevel havde de kun biplaner om bord ved 2. verdenskrigs begyndelse. På det tidspunkt var hangarskibsflyene overført til Royal Navys flyvetjeneste Fleet Air Arm, men sammenlignet med USA og Japan var briterne sakket agterud. 

## Andenverdenskrig
I 1936 blev den flyvende del af Storbritanniens luftforsvar samlet i Fighter Command, som havde høj prioritering og fik tilført mange ressourcer i kampen mod Luftwaffe. Under Slaget om England stod Fighter Commands 710 jagerfly over for Luftwaffes 1.089 jagerfly. Luftslaget kostede 498 RAF-piloter livet mod 1.887 nedskudte tyske jager- og bombefly. Winston Churchill udtalte bagefter: "Aldrig har så mange haft så få at takke for så meget".
Datidens luftkrigsteoretikere mente, at krige kunne vindes med bombefly, og RAF's offensive kapacitet blev følgelig samlet i Bomber Command i 1936. Da Hitler havde opgivet at invadere England i 1941, svulmede Bomber Command, da det var Storbritanniens eneste mulighed for at spille på Nazitysklands banehalvdel. Bomber Command fløj 364.514 missioner, kastede 955.044 tons bomber og mistede 8.953 bombefly. Mere end hver anden (51 %) RAF-pilot mistede livet, svarende til 55.564 piloter, mens 12 % endte som krigsfanger. Cirka 2 % af de nedskudte piloter undgik tilfangetagelse. Cirka 3 % af piloterne blev hjemsendt som følge af skader, og 27 % gennemførte krigen uskadte. Canadiere udgjorde den største gruppe af ikke-briter i RAF, mens polakker var den største gruppe uden for de engelsktalende lande. Det vurderes, at blot 3-4 % af de nedkastede bomber ramte deres mål. Over 600.000 civile tyskere døde som følge af Bomber Commands tæppebombninger af de tyske byer. 
I Danmark nedkastede Bomber Command bl.a. søminer, våbencontainere og SOE-agenter.
I 1936 dannedes Coastal Command, der skulle sænke en eventuel tysk invasionsflåde. Under krigen stod Coastal Command for at beskytte konvojerne fra USA til Storbritannien mod angreb fra ubåde, når de var i nærheden af de britiske øer. Samtidig havde de til opgave at genere aksemagternes konvojer forbi Malta. Coastal Command var nedprioriteret under hele krigen og måtte operere med en blanding af forældede fly, amerikanske våbenhjælpsfly og tidligere civile flyvebåde. I starten var de bevæbnet med almindelige bomber, der for at detonere skulle ramme ubådene – først i 1941 begyndte man at bruge dybdebomber, der detonerede ved siden af ubådene. 
I løbet af ørkenkrigen i Nordafrika samledes Commonwealth-flystyrker fra Middle East Command i Desert Air Force. Det udførte nærstøtte til ørkenrotterne, og da de Allierede invaderede Sicilien i 1943, blev 'ørkenflyvevåbnet' omdøbt til 1st Tactical Air Force efter amerikansk mønster. Det kæmpede sig sammen med USAAF 15th Air Force op gennem den italienske halvø. 1. TAF blev nedlagt i 1946.
I juni 1943 blev eskadriller fra Fighter Command og Bomber Command øremærket til D-dagen og samlet i 2nd Tactical Air Force i Sydengland. 2. TAF skulle nedslide de tyske tropper i Nordvestfrankrig. Efter invasionen anvendte det feltflyvepladser i de befriede områder. Efter 2. verdenskrig blev 2. TAF omdøbt til RAF Germany som en del af besættelsesstyrken i Vesttyskland.
I december 1943 blev de overlevende commonwealth-flystyrker fra Far East Command i Indien og Burma reorganiseret i 3rd Tactical Air Force til felttoget mod japanerne. Da krigen i Vesteuropa så ud til at afsluttes, fik 3. TAF overført tidsvarende enheder i 1944. Grundet afkolonisationen blev 3. TAF's sidste opgave at være besættelsesstyrke i Japan, inden enheden blev nedlagt i 1948.
Prosaiske opgaver i Storbritannien blev udført af Training Command (1936-1977), Transport Command (1943-1967) og Balloon Command (1938-1945) med spærreballoner. Under Slaget om England beskyttede 2.400 balloner Sydengland, men mange af dem blev skudt i stykker af Luftwaffe. I juni 1944 opstilledes 1.740 spærreballoner rundt om London, som fungerede så effektivt, at 279 af tyskernes V-1-raketvåben blev standset. En stor del af Balloon Commands folk var kvinder.
Ferry Command var et sammenrend af kvinder og gamle mænd (+ 30 år), der overførte kampfly fra fabrikkerne til eskadrillerne. Fra at være en sjældenhed, blev transatlantiske flyvninger rutine. Cirka 9.000 fly blev overført og omkring 100 forsvandt undervejs. Trædestenene Narsarsuaq på Grønland og Keflavik på Island blev anlagt, da de enmotorede fly havde for kort rækkevidde til at flyve non-stop over Atlanten.
I maj-juni 1941 udførte Luftwaffe operation Unternehmen Merkur og erobrede med faldskærmstropper Kreta, på trods af at briterne havde knækket Enigma og kendte Hitlers planer. Man havde troet, at jordpersonellet på RAF-basen Maleme kunne forsvare basen. Malemes flymekanikere, kontorister, kokke, mulddyrdrivere og brandfolk blev løbet over ende af de tyske elitesoldater – die grünen Teufel. Den 1. februar 1942 blev Royal Air Force Regiment dannet. De beskyttede RAF-baserne med nærforsvarsstyrker og 40 mm Bofors antiluftskyts.
RAF-regiment deltog tillige i erobringen af Luftwaffe-baser på Vestfronten. I 1958 blev de udrustet med Bloodhound luftværnsmissiler, der senere blev erstattet af Rapier-missiler. Ved optræk til uroligheder sendes RAF Regiment-eskadriller af sted som de første. De sikrer internationale lufthavne, før transportfly med hærenheder ankommer. Dette er sket adskillige gange, når tidligere kolonier er blevet truet af deres stærke naboer eller oprørsgrupper.

## Den Kolde Krig

### Jetlaurbær
RAF deltog ikke med kampfly i Koreakrigen. Det gjorde til gengæld Royal Australian Air Force med Meteor F.8-jagerfly, RAF's frontlinjejagere. De lige-vingede Meteorer havde i lighed med de fleste andre af FN-styrkens fly ingen chancer mod de sovjetiskbyggede pil-vingede MiG-15. Det eneste fly, der kunne måle sig med MiG-15, var de amerikanske, pil-vingede North American F-86 Sabre. Da RAF-styrker udstationeret i Vesttyskland ville møde tusinder af MiG-15 fly i tilfælde af en 3. verdenskrig, skyndte man sig at anskaffe 428 Sabre F.4 i 1952 ligesom de andre NATO-lande. Mange briter følte, at det var flovt, at jetflyets vugge skulle købe udenlandske jetfly for at forsvare sig.

I 1954 modtog man pil-vingede Hawker Hunter-jagerfly, og den britiske ære var reddet.

### Terrorbalancen
Et sovjetisk missilangreb på de britiske øer kunne opdages fem minutter før nedslaget. For at afskrække Kreml fra at angribe, oprettede RAF V-force. Der var tale om kernevåbenbestykkede, subsoniske jetbombefly, udstationeret på britiske baser på fire minutters varsel. Tre fabrikker blev bedt om forslag til bombeflyet, men det viste sig, at de tre forslag supplerede hinanden fint; Vickers Valiant var mindst avanceret, men var garanteret gennemførlig; Avro Vulcan havde den største rækkevidde; mens Handley Page Victor havde den største bombelast. Bomber Command opererede alle tre typer, og V-force navnet skyldtes de tre flynavnes begyndelsesbogstaver. 
I 1955 blev den første britiske atombombe, Blue Danube, kastet af et Valiant-bombefly over et australsk testområde. I 1957-58 kastede Valiant-bombefly brintbomber (Operation Grapple) i nærheden af Christmas Island i Stillehavet. V-styrken var udstyret med Blue Steel-missiler, der kunne affyres 90 kilometer fra målet. Nedskydningen af U-2-piloten Gary Powers over Sverdlovsk i 1960 overbeviste RAF om, at V-styrken skulle trænge ind i sovjetisk territorium under radarhøjden. Dette udsatte dog flyene for store påvirkninger, der betød, at skroget på flere Valiantfly revnede. I 1969 overtog Royal Navys atomubåde Storbritanniens atomafskrækkelse, og V-flyene blev ombygget til konventionelle bombefly, rekognosceringsfly og tankfly.

V-bombeflyene blev brugt som konventionelle bombefly i Suez-krisen (Valiant), Malaysia (Victor) og Falklandskrigen (Vulcan) med ringe resultat.
 
Fra 1958 til 1963 havde RAF opstillet 60 jordbaserede, amerikanskbyggede mellemdistancemissiler af typen PGM-17 Thor. Fra East Anglia kunne de nå den europæiske del af Rusland med 1,44 megaton sprænghoveder. Thor blev opgivet, da Royal Navys UGM-27 Polaris-missiler var mindre sårbare over for overraskelsesangreb.

### Radarlaurbær
I midten af tresserne blev de britiske øer forsvaret af English Electric Lightning F.6, der kunne flyve med dobbelt lydhastighed. Det havde to svagheder: Det kunne kun være i luften i 55 minutter, og Ferranti Airpass AI-23B-radaren kunne ikke skelne mellem ekkoer fra lavtgående fly og jorden. Den amerikanske vietnamveteran McDonnell Douglas F-4 Phantom II kunne være i luften i over to timer, og dens dopplerradar af typen Westinghouse AWG-10-radar kunne skelne lavtgående fly. AWG-10 var for stor til Lightning F.6, så radarens vugge måtte bide i det sure æble og indkøbe Phantom FGR.2, som RAF kaldte flyene. Som et plaster på såret fik de Rolls-Royce Spey-motorer, der gjorde flyene 3 millioner pund dyrere pr. fly.

De afløste i 1968 Hunter-jagerbombere og Canberra-rekognosceringsfly i Tyskland, og man havde også fly udrustet med amerikanske atombomber på 15 minutters varsel. Senere afløste de Lightning-jagerne og kunne fra skotske baser afvise sovjetiske rekognosceringsfly, længe før de fotograferede ubådsbaserne. I 1978 skrottede Royal Navy sit sidste hangarskib HMS Ark Royal og deres Phantom FG.1 blev overført til RAF.
Fra 1974 blev de selv afløst af britisk-franske Jaguar GR-1-jagerbombere og af Tornado F.3-jagere i 1992.

### Tommer og millimeter
Den SI-orienterede franske flyindustri og den britiske flyindustri med dets tommer og pund gik sammen om at fremstille det eneste overlydspassagerfly i verden; Concorden fra 1969. Erfaringer fra det samarbejde blev siden udnyttet til at udvikle militære fly, herunder helikopterne Gazelle (1967), Westland Lynx (1971) og Puma (1970) – alle udviklet i samarbejde mellem franske Aérospatiale og britiske Westland. British Aircraft Corporation og Bréguet dannede selskabet SEPECAT med det formål at udvikle jagerbomberen Jaguar, der fløj første gang i 1968. Sammen med Vesttyskland og Italien dannede Storbritannien selskabet Panavia, der udviklede jager/jagerbomberen Tornado i 1974. Seneste er Eurofighter Typhoon skabt i et samarbejde mellem Storbritannien, Italien, Spanien og Tyskland. 
Uden for Europa indgår Storbritannien, i stil med Danmark, i Joint Strike Fighter-samarbejdet. Dette bruger dog amerikanske måleenheder.

### Operation Granby
Operation Granby var den britiske terminologi for Golfkrigen i 1991. Den 17. januar havde RAF deployeret 146 fly til Saudi-Arabien, og Tornadoflyene var blandt de første fly, der deltog i luftkrigen. Flyenes særlige evner til at flyve lavt hen over terrænet hjalp i løbet af de første seks nætters angreb til at sætte det irakiske luftvåben ud af spillet, mens flyene endnu stod på jorden. Seks Tornadoer gik tabt, før de laserstyrede bomber kunne tages i brug. 
RAF's kokarder anvendtes også af forgængerne Royal Flying Corps og Royal Naval Air Service, Commonwealth-landenes flyvevåben indtil 1940'erne – Royal Australian Air Force, Royal New Zealand Air Force, Royal Rhodesian Air Force, Royal Canadian Air Force og South African Air Force. Endelig bruges RAF's kokarder også af Royal Navys Fleet Air Arm (1937-) og den britiske hærs Army Air Corps (1942-).
- RAF-standardkokarde.
- Natbombefly samt oversiden af kamuflerede vinger, siden 2. verdenskrig. Den hvide ring ville kompromittere kamuflagen.
- Fjernøsten 1941-45, for at undgå forveksling med japanske fly.
- Low-visibility RAF kokarde siden 70'erne.

## Historie, kort
- 1918 1. verdenskrig
- 1939-45 2. verdenskrig
- 1944 RAF Fauld-ulykken
- 1948-49 Operation Plain Fare, luftbroen til Berlin, 281.727 ton forsyninger.
- 1948-60 Operation Firedog, malaysisk guerillakrig.
- 1950-53 Støttede FN's landstyrker i Koreakrigen.
- 1952-60 Mau Mau i Kenya.
- 1955-59 Cypern
- 1955-67 Aden og Radfan.
- 1956 Operation Musketeer, Suez-krisen.
- 1969-2007 Operation Banner, konflikten i Nordirland
- 1982 Operation Corporate, Falklandskrigen.
- 1991 Operation Granby mod Irak.
- 1991-96 Operation Provide Comfort flyveforbudszone nord for 36°N i Irak.
- 1991-2003 Operation Bolton flyveforbudszone syd for 33°N i Irak.
- 1993-95 Operation Deny Flight flyveforbudszone over Bosnien-Hercegovina.
- 1995 Operation Deliberate Force bombninger i Bosnien-Hercegovina.
- 1995-96 Operation Decisive Edge, flystøtte til IFOR.
- 1996-98 Operation Deliberate Guard, flystøtte til SFOR.
- 1997-2003 Operation Warden flyveforbudszone nord for 36°N i Irak.
- 1998 Operation Desert Fox, bombninger af Irak.
- 1999 Operation Engadine, bombninger i Jugoslavien, som led i Kosovokrigen.
- 2000 Operation Palliser i Sierra Leone.
- 2001 Operation Veritas, bombninger i Afghanistan.
- 2003 Operation Telic, invasion af Irak.
- 2004- Operation Herrick, Taliban i Afghanistan.
- 2011 Operation Ellamy flyveforbudszone over Libyen.
- 2014 Operation Shader, bombninger af Islamisk Stat i Irak.

## Flytyper
Årstallene i parentes er det år, hvor flytypen blev operativ i RAF eller dets forgængere.

### Førsteverdenskrig
1. verdenskrigs flytyper var som udgangspunkt biplaner.

Britiske flytyper udfaset før 1. april 1918 er ikke med (f.eks. Sopwith Triplane).

#### Enmotorede
- Avro 504K tosædet rekognoscerings- og skolefly (1913), 3.000 fra RFC og RNAS.
- Royal Aircraft Factory R.E.8 (Reconnaissance Experimental) tosædet rekognosceringsfly (1916), 1.913 stk. overtaget fra RFC.
- Royal Aircraft Factory B.E.2e (Bomber Experimental) tosædet rekognosceringsfly (1916).
- de Havilland D.H.4 tosædet, let dagbomber (1917), 1.449 overtaget fra RFC.
- Royal Aircraft Factory S.E.5A (Scout Experimental) etsædet rekognosceringsfly (1917), 2.696 stk.
- Bristol F.2 Fighter tosædet jagerfly (1917), 1.583 stk.
- Sopwith Camel jagerfly (1917), 2.600 stk.
- Armstrong Whitworth F.K.8 (Frederick Koolhoven) tosædet dagbomber (1916), 1.650 stk.
- Sopwith Dolphin jagerfly (1918), 500 stk.
- de Havilland D.H.9A tosædet dagbomber (1918).
- Sopwith Snipe jagerfly (1918).
- Short 320 tosædet pontonfly fra RNAS.

#### Flermotorede
- Handley Page O/400 femsædet, tomotoret bombefly (1918), 400 stk. fra RNAS.
- de Havilland D.H.10 Amiens tomotoret bombefly (1918), 200 stk.
- Handley Page V/1500 syvsædet, firemotoret strategisk bombefly (1918).
- Vickers Vimy tomotoret bombefly (1918), 3 stk.

### Mellemkrigstiden
Flytyper der blev operative efter 1. verdenskrig og udfaset før 2. verdenskrig.

[DK] betyder at de også blev anvendt af Danmark.

#### Biplaner
Jagerfly havde normalt én motor og én pilot.
- Vickers Vernon tomotoret transportfly (1922).
- Gloster Grebe jagerfly (1923).
- Fairey IIID tresædet, enmotoret rekognosceringsbombefly (1924).
- Avro Aldershot tresædet, enmotoret bombefly (1924).
- Armstrong Whitworth Siskin III jagerfly (1924). 400 stk.
- Vickers Virginia firesædet, tomotoret bombefly (1924).
- Fairey Fawn tosædet, enmotoret bombefly (1925).
- Hawker Woodcock jagerfly (1925), anvendt i Danmark under navnet Hawker Dankok.
- Supermarine Southampton firesædet, tomotoret søfly (1925).
- Handley Page Hyderabad firesædet, tomotoret bombefly (1925).
- Gloster Gamecock jagerfly (1926).
- Vickers Victoria tomotoret transportfly (1926).
- Fairey Fox tosædet, enmotoret bombefly (1926).
- Hawker Horsley tosædet, enmotoret torpedobombefly (1927), anvendt i Danmark under navnet Hawker Dantrop.
- Avro 504N tosædet, enmotoret skolefly (1927). 570 stk.
- Armstrong Whitworth Atlas tosædet, enmotoret jagerbomber (1927).
- Boulton and Paul Sidestrand firesædet, tomotoret bombefly (1928).
- Bristol Bulldog jagerfly (1929). [DK].
- Handley Page Hinaidi firesædet, tomotoret bombefly (1929).
- Hawker Hart tosædet, enmotoret let bombefly (1930).
- Avro Tutor tosædet, enmotoret skolefly (1930). [DK].
- Westland Wapiti tosædet, enmotoret jagerbomber (1931).
- Fairey Gordon tosædet, enmotoret bombefly (1931).
- Hawker Fury jagerfly (1931).
- Hawker Audax tosædet, enmotoret rekognosceringsfly (1932).
- Hawker Demon tosædet jagerfly (1933).
- Handley Page Heyford firesædet, tomotoret bombefly (1933).
- Blackburn Perth femsædet, tremotoret søfly (1934). 4 stk.
- Boulton Paul Overstrand femsædet, tomotoret bombefly (1934).
- Gloster Gauntlet jagerfly (1935). [DK].
- Supermarine Scapa femsædet, tomotoret søfly (1935).
- Hawker Hardy tosædet, enmotoret bombe- og rekognosceringsfly (1935). Irak og Palæstina.
- Hawker Hind tosædet, enmotoret let bombefly (1935).
- Hawker Hector tosædet, enmotoret rekognosceringsfly (1937).

#### Monoplaner
- Fairey Hendon femsædet, tomotoret bombefly (1936).
- Handley Page Harrow femsædet, tomotoret bombefly (1937).

### Andenverdenskrig
2. verdenskrigs flytyper var som udgangspunkt monoplaner og brugte stempelmotorer.

Flytyper anvendt af Naval Air Branch (f.eks. Hawker Nimrod), Fleet Air Arm (f.eks. Fairey Swordfish) eller Army Air Corps (f.eks. Airspeed Horsa) er ikke på listen.

#### Jagerfly, britiske
Jagerfly havde som regel kun én motor og én pilot.
- Gloster Gladiator biplan (1937).
- Hawker Hurricane (1937).
- Supermarine Spitfire (1938).
- Boulton Paul Defiant tosædet (1939).
- Bristol Beaufighter tosædet, tomotoret (1940).
- Westland Whirlwind tomotoret (1940).
- Hawker Typhoon (1941).
- de Havilland Mosquito tosædet, tomotoret (1942).
- Hawker Tempest (1944).
- Gloster Meteor to jetmotorer (1944).

#### Bombefly, britiske
- Vickers Vildebeest tresædet, enmotoret biplan (1933).
- Bristol Blenheim tresædet, tomotoret (1937).
- Vickers Wellesley tosædet, enmotoret (1937).
- Armstrong Whitworth Whitley femsædet, tomotoret (1937).
- Fairey Battle tresædet, enmotoret (1937).
- Handley Page Hampden firesædet, tomotoret (1938).
- Vickers Wellington sekssædet, tomotoret (1938).
- Bristol Beaufort firesædet, tomotoret torpedobombefly (1939).
- Short Stirling syvsædet, firemotoret (1940), i 2.221 stk.
- Avro Manchester syvsædet, tomotoret (1940).
- Handley Page Halifax syvsædet, firemotoret (1941), i 6.176 stk.
- de Havilland Mosquito tosædet, tomotoret (1941).
- Avro Lancaster syvsædet, firemotoret (1942), i 7.300 stk.
- Armstrong Whitworth Albemarle firesædet, tomotoret (1943), mest brugt af faldskærmstropper og som svæveflystraktor.
- Avro Lincoln syvsædet, firemotoret (1945), bygget til Tiger Force (invasionen af Japan).

#### Diverse fly, britiske
- Saunders-Roe Cloud tomotoret søfly (1933).
- Supermarine Stranraer tomotoret søbiplan (1936).
- Short Singapore firemotoret søbiplan (1937).
- Avro Anson tomotoret skole- og forbindelsesfly (1936).
- Saunders-Roe London sekssædet, tomotoret søbiplan (1936).
- de Havilland Tiger Moth tosædet, enmotoret skolebiplan (1932).
- Miles Magister tosædet, enmotoret skolefly (1937).
- Airspeed Oxford tomotoret forbindelses- og skolefly (1937), i 8.586 stk.
- Westland Lysander tosædet, enmotoret rekognosceringsfly (1938).
- Short Sunderland 8-13sædet, firemotoret søfly (1938), militære Empire-søfly.
- Miles Master tosædet, enmotoret skolefly (1939).
- Supermarine Walrus enmotoret søbiplan (1941).
- Supermarine Sea Otter enmotoret søbiplan (1943).
- Vickers Warwick tomotoret transport- og redningsfly (1943).100stk.
- Avro York firemotoret transportfly (1945).

#### Våbenhjælpsfly, USA
Amerikanske flytyper fik ofte særlige britiske navne.
- North American Harvard tosædet skolefly (1938), Training Command.
- Lockheed Hudson tomotoret bombefly (1939), 800 stk. Coastal Command.
- Brewster Buffalo jagerfly (1941), Far East Command.
- Bell Airacobra jagerfly (1941), manglede turbolader og blev videresendt til Sovjetunionen.
- Consolidated Catalina nisædet, tomotoret søfly (1941), Coastal Command.
- Curtiss Tomahawk/Kittyhawk jagerfly (1941), 800 stk. Middle East Command/1 TAF.
- Douglas Boston tomotoret bombefly (1941), Coastal Command/2 TAF.
- Douglas Havoc tresædet radarudstyret natjager (1941).
- Martin Baltimore firesædet, tomotoret bombefly (1942), Middle East Command/1 TAF.
- North American Mustang langdistance jagerfly (1941), 2.600 stk. Fighter Command/2 TAF.
- Consolidated Liberator syv- til tisædet, firemotoret patrulje- og bombefly (1941), Coastal Command og Far East Command/3 TAF.
- Douglas Dakota tomotoret transportfly (1942), 1.900 stk. til Transport Command og Far East Commando/3 TAF.
- Lockheed Ventura tomotoret bombe-/patruljefly (1942), Bomber Command senere Coastal Command.
- North American Mitchell sekssædet, tomotoret bombefly (1942), +800 stk. Bomber Command/2 TAF.
- Martin Marauder syvsædet, tomotoret bombefly (1942), Desert Air Force/1 TAF.
- Vultee Vengeance tosædet, etmotoret dykbomber (1943), 1.205 stk. til Far East Command/3 TAF.
- Republic Thunderbolt etmotoret jagerbomber, 830 til Far East Command/3 TAF.
- Boeing Fortress syvsædet, firemotoret patruljefly (1941), 200 stk. til Coastal Command.
- Sikorsky Hoverfly helikopter (1945), 26 til Training Command.

### Den Kolde Krig
Flytyper der først blev operative efter 2. verdenskrig.

Alle jagerfly er jetdrevne

Kampfly udfaset før Strike command blev oprettet i 1968.

Støttefly udfaset før Support command blev oprettet i 1973.
- de Havilland Vampire jagerfly (1946-52). Brugt af 31 lande.
- de Havilland Hornet tomotoret propeljagerbomber (1946-55). Operation Firedog.
- Handley Page Hastings stempelmotordrevet, firemotoret transportfly (1948-67). Suez '56.
- Bristol Brigand stempelmotordrevet, tresædet, tomotoret jagerbomber (1949-58). Operation Firedog.
- de Havilland Chipmunk tosædet skolefly (1950-73). [DK].
- Westland Dragonfly (Sikorsky S-51) firesædet transporthelikopter (1950-56). Operation Firedog.
- Boeing Washington ellevesædet, firemotoret bombefly (1950-58). 88 exUSAF B-29.
- Vickers Valetta stempeldreven, tomotoret, taktisk transportfly (1950-69). Suez '56.
- Boulton Paul Balliol tosædet skolefly (1951).
- Lockheed Neptune syvsædet, tomotoret, stempel, maritimt patruljefly (1952-57). 56 stk.
- Bristol Sycamore let redningshelikopter (1952). 90 stk. Suez '56.
- de Havilland Venom tosædet, enmotoret natjager (1953-62). 712 stk. Suez '56.
- Canadair Sabre jagerfly (1952-56). 428 stk.
- Hunting Percival Provost stempelmotordrevet, tosædet skolefly (1953) 350 stk.
- Scottish Aviation Pioneer enmotoret, femsædet STOL-ambulancefly (1953). Operation Firedog.
- Supermarine Swift subsonisk jagerfly (1954-55). 36 stk.
- Vickers Valiant femsædet, firemotoret jetbombefly (1955-65). 107 stk. Suez '56.
- Gloster Javelin tomotoret altvejrsjager (1956-68). 385 stk.
- Blackburn Beverly taktisk transportfly med fire stempelmotorer (1956-67). Suez '56.
- Scottish Aviation Twin Pioneer tomotoret, let transportpropelfly (1957-68). 39 stk.
- Westland Belvedere mellemtung transporthelikopter (1961-69).

#### Strike Command 1968-2007
- English Electric Canberra tosædet, tomotoret jetbombe- og rekognosceringsfly (1951). Suez '56.
- Avro Shackleton patruljefly med fire stempelmotorer (1951-70).
- Hawker Hunter jager/jagerbomber (1954). Suez '56.
- Avro Vulcan femsædet, firemotoret jetbombefly (1957).
- Handley Page Victor femsædet, firemotoret jetbombefly (1958).
- BAC Lightning tomotoret jagerfly (1960).
- McDonnell Douglas Phantom tosædet, tomotoret jagerfly (1969-92).
- Hawker Siddeley Harrier VTOL jagerbomber (1969).
- Hawker Siddeley Buccaneer tosædet, tomotoret jagerbomber (1969).
- Hawker Siddeley Nimrod firemotoret patruljefly (1969).
- SEPECAT Jaguar tomotoret jagerbomber (1974).
- Panavia Tornado tosædet, tomotoret kampfly (1979)
- Boeing Sentry firemotoret radarovervågningsfly (1986). 7 stk.

#### Support Command 1973-2007
- Westland Whirlwind redningshelikopter med stempelmotor (1955). Suez '56.
- Hunting Percival Pembroke let transportfly med to stempelmotorer (1952).
- Vickers Varsity let transportfly med to stempelmotorer (1951-76).
- de Havilland Comet firemotoret jettransportfly (1956).
- BAC Jet Provost jetovergangstræningsfly (1959).
- Bristol Britannia transportfly med fire turbopropmotorer (1959).
- Hawker Siddeley Gnat tosædet, avanceret jetskolefly (1962).
- Hawker Siddeley Argosey tungt, taktisk transportfly med fire turbopropmotorer (1962).
- Westland Wessex turboskaftdreven transporthelikopter (1964).
- Beagle Basset tomotoret, let forbindelsesfly (1965).
- Hawker Siddeley Dominie tomotoret navigationstræningsfly (1965).
- Short Belfast tungt transportfly med fire turbopropmotorer (1966).
- Hawker Siddeley Andover taktisk transportfly med to turbopropmotorer (1966).
- BAC VC10 firemotoret jettransportfly (1966).
- Lockheed Hercules taktisk transportfly med fire turbopropmotorer (1966).
- Westland/Aérospatiale Puma tomotoret transporthelikopter (1971).
- Scottish Aviation Bulldog tosædet, enmotoret propelskolefly (1973).
- Scottish Aviation Jetstream skolefly med to turbopropmotorer (1973).
- Westland/Aérospatiale Gazelle enmotoret skolehelikopter (1973).
- Hawker Siddeley Hawk tosædet, enmotoret avanceret jetskolefly (1976).
- Westland Sea King tomotoret redningshelikopter (1978).
- Boeing Chinook tomotoret, tung transporthelikopter (1980).
- AgustaWestland AW101 tremotoret transporthelikopter (2000).

### Det 21. århundrede
Flytyper indført efter År 2000.

- Boeing Globemaster firemotoret, taktisk transportfly (2001)
- Eurofighter Typhoon tomotoret jager/jagerbomber (2003).

Air Command fra 2007
- F-35B Lightning II jager/jagerbomber (2011).